# Lista de mortos no Muro de Berlim

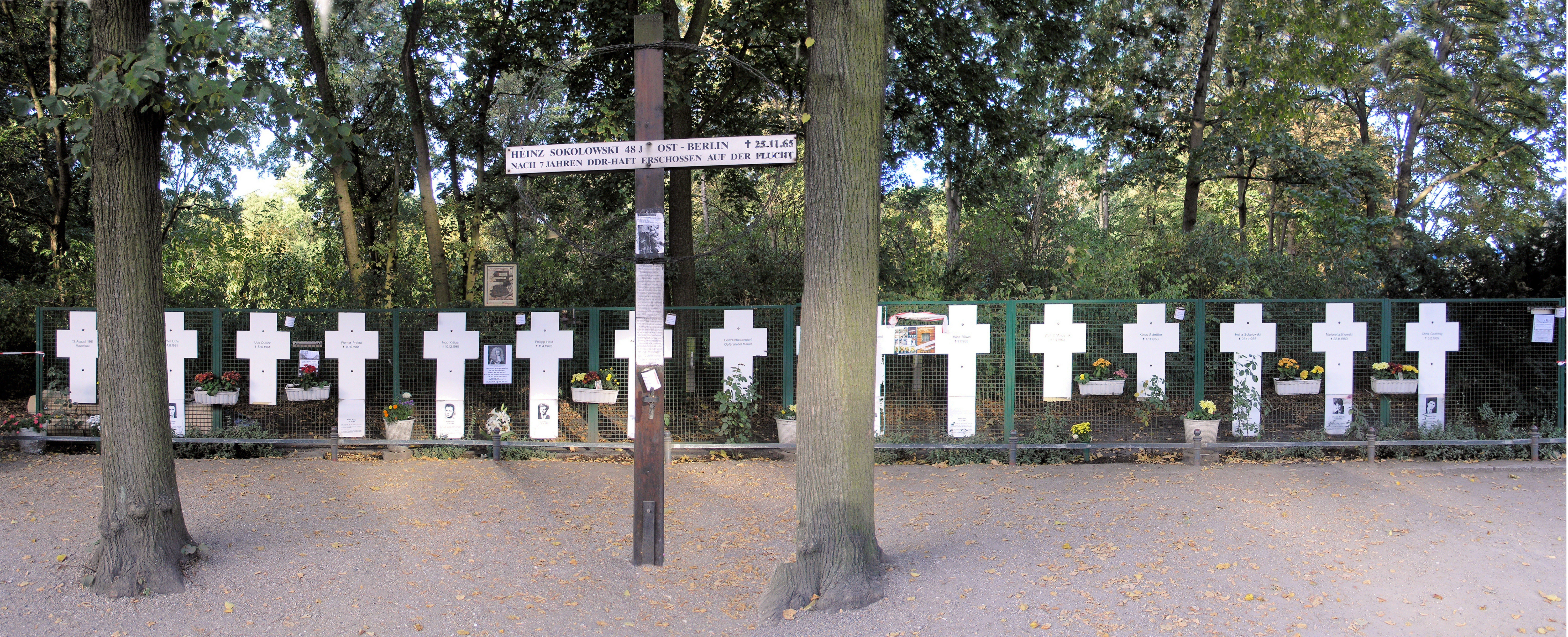
Um dos muitos memoriais para aqueles que morreram no Muro de Berlim

Houve várias mortes no Muro de Berlim, que se situava como uma barreira entre Berlim Ocidental e a Alemanha Oriental, de 13 de agosto de 1961 até 9 de novembro de 1989. Antes do surgimento do Muro de Berlim, em 1961, 3,5 milhões de alemães orientais burlaram as restrições de emigração do bloco oriental, muitos por cruzar a fronteira da Berlim Oriental para Berlim Ocidental, a partir de onde eles poderiam, então, viajar para a Alemanha Ocidental e outros países da Europa Ocidental. Entre 1961 e 1989, o Muro impediu quase todas emigrações desse tipo.
O Centro de História Contemporânea (ZZF), em Potsdam, confirmou pelo menos 140 mortes, incluindo pessoas tentando escapar, guardas de fronteira, e inocentes. No entanto, os pesquisadores do Checkpoint Charlie Museum e alguns outros haviam estimado que o número de mortos seria significativamente maior.

## Lista
| Número | Nome                   | Data de nascimento      | Data de morte                                  | Idade   | Quem era                     | Notas |
| ------ | ---------------------- | ----------------------- | ---------------------------------------------- | ------- | ---------------------------- | --- |
| 1      | Ida Siekmann           | 23 de agosto de 1902    | 22 de agosto de 1961                           | 58      | Fugitiva                     | Morreu devido a ferimentos internos quando ela pulou da janela de seu apartamento na Bernauer Straße 48. |
| 2      | Günter Litfin          | 19 de janeiro de 1937   | 24 de agosto de 1961                           | 24      | Fugitivo                     | Baleado no Porto de Humboldt |
| 3      | Roland Hoff            | 19 de março de 1934     | 29 de agosto de 1961                           | 27      | Fugitivo                     | Baleado no Teltow Canal |
| 4      | Rudolf Urban           | 6 de junho de 1914      | 17 de setembro de 1961                         | 47      | Fugitivo                     | Caiu enquanto tentava sair da janela de seu apartamento na Bernauer Straße 1, e morreu de pneumonia no hospital Lazarusa |
| 5      | Olga Segler            | 31 de julho de 1881     | 26 de setembro de 1961                         | 80      | Fugitiva                     | Pulou para fora da casa dela na Bernauer Straße 34 e morreu no dia seguinte de ferimentos internos |
| 6      | Bernd Lünser           | 11 de março de 1939     | 4 de outubro de 1961                           | 22      | Fugitivo                     | Caiu do telhado na Bernauer Straße 44 enquanto brigava com a guardas de fronteira |
| 7      | Udo Düllick            | 8 de março de 1936      | 5 de outubro de 1961                           | 25      | Fugitivo                     | Morreu afogado durante o ato |
| 8      | Werner Probst          | 18 de junho de 1936     | 14 de outubro de 1961                          | 25      | Fugitivo                     | Baleado no ato |
| 9      | Lothar Lehmann         | 28 de janeiro de 1942   | 26 de novembro de 1961                         | 19      | Fugitivo                     | Morreu afogado no Havel |
| 10     | Dieter Wohlfahrt       | 27 de maio de 1941      | 9 de dezembro de 1961                          | 20      | Fugitivo                     | Baleado enquanto ajudava outros a escapar |
| 11     | Ingo Krüger            | 31 de janeiro de 1940   | 10 de dezembro de 1961                         | 21      | Fugitivo                     | Morreu afogado durante o ato – equipamento de mergulho defeituoso |
| 12     | Georg Feldhahn         | 12 de agosto de 1941    | 19 de dezembro de 1961                         | 20      | Inocente                     | Morreu afogado durante o ato depois de desertar. O corpo foi encontrado no dia 11 de março de 1962 |
| 13     | Dorit Schmiel          | 25 de abril de 1941     | 19 de fevereiro de 1962                        | 20      | Fugitiva                     | Baleada na Represa de Wilhelmsruher |
| 14     | Heinz Jercha           | 1 de julho de 1937      | 27 de março de 1962                            | 24      | Ajudante de fugitivos        | Baleado na rua Heidelberger 75 |
| 15     | Philipp Held           | 2 de maio de 1942       | de abril de 1962                               | 19      | Fugitivo                     | Morreu afogado durante o ato no dia ou depois de 8 de abril; corpo encontrado no dia 22 de abril |
| 16     | Klaus Brueske          | 14 de setembro de 1938  | 18 de abril de 1962                            | 23      | Fugitivo                     | Sufocadob |
| 17     | Peter Böhme            | 17 de agosto de 1942    | 18 de abril de 1962                            | 19      | Fugitivo                     | Baleado em um tiroteio |
| 18     | Jörgen Schmidtchen     | 28 de junho de 1941     | 18 de abril de 1962                            | 20      | Guarda                       | Baleado pelo fugitivo Peter Bohme |
| 19     | Horst Frank            | 7 de maio de 1942       | 29 de abril de 1962                            | 19      | Fugitivo                     | Baleado no jardim "Schönholz" |
| 20     | Peter Göring           | 28 de dezembro de 1940  | 23 de maio de 1962                             | 21      | Guarda                       | Baleado; bala perdida da polícia da alemanha ocidental |
| 21     | Lutz Haberlandt        | 29 de abril de 1938     | 27 de maio de 1962                             | 24      | Fugitivo                     | Baleado |
| 22     | Axel Hannemann         | 27 de abril de 1945     | 5 de junho de 1962                             | 17      | Fugitivo                     | Baleado no ato |
| 23     | Erna Kelm              | 21 de julho de 1908     | 11 de junho de 1962                            | 53      | Fugitiva                     | Morreu afogada no Havel |
| 24     | Wolfgang Glöde         | 1 de fevereiro de 1949  | 11 de junho de 1962                            | 13      | Inocente                     | Baleado acidentalmente por um guarda que estava mostrando para ele sua AK-47 |
| 25     | Reinhold Huhn          | 8 de março de 1942      | 18 de junho de 1962                            | 20      | Guarda                       | Baleado por fugitivos |
| 26     | Siegfried Noffke       | 9 de dezembro de 1939   | 28 de junho de 1962                            | 22      | Fugitivo                     | Baleado |
| 27     | Peter Fechter          | 14 de janeiro de 1944   | 17 de agosto de 1962                           | 18      | Fugitivo                     | Baleado |
| 28     | Hans-Dieter Wesa       | 10 de janeiro de 1943   | 23 de agosto de 1962                           | 19      | Fugitivo                     | Baleado |
| 29     | Ernst Mundt            | 2 de dezembro de 1921   | 4 de setembro de 1962                          | 40      | Fugitivo                     | Baleado |
| 30     | Günter Seling          | 28 de abril de 1940     | 30 de setembro de 1962                         | 22      | Guarda                       | Baleado acidentalmente |
| 31     | Anton Walzer           | 27 de abril de 1902     | 8 de outubro de 1962                           | 60      | Fugitivo                     | Baleado no ato |
| 32     | Horst Plischke         | 12 de julho de 1932     | 19 de novembro de 1962                         | 30      | Fugitivo                     | Morreu afogado durante o ato; corpo encontrado no dia 10 de março de 1963 |
| 33     | Otfried Reck           | 14 de dezembro de 1944  | 27 de novembro de 1962                         | 17      | Fugitivo                     | Baleado |
| 34     | Günter Wiedenhöft      | 14 de fevereiro de 1942 | 5 de dezembro de 1962                          | 20      | Fugitivo                     | Morreu afogado |
| 35     | Hans Räwel             | 11 de dezembro de 1942  | 1 de janeiro de 1963                           | 20      | Fugitivo                     | Baleado no ato |
| 36     | Horst Kutscher         | 5 de julho de 1931      | 15 de janeiro de 1963                          | 31      | Fugitivo                     | Baleado |
| 37     | Peter Kreitlow         | 15 de janeiro de 1943   | 24 de janeiro de 1963                          | 20      | Fugitivo                     | Baleado por tropas soviéticas |
| 38     | Wolf-Olaf Muszynski    | 1 de fevereiro de 1947  | de fevereiro de 1963/ de março de 1963         | 16      | Fugitivo                     | Morreu afogado durante o ato |
| 39     | Peter Mädler           | 10 de julho de 1943     | 26 de abril de 1963                            | 19      | Fugitivo                     | Baleado no canal Teltow |
| 40     | Siegfried Widera       | 12 de fevereiro de 1941 | 8 de setembro de 1963                          | 22      | Guarda                       | |
| 41     | Klaus Schröter         | 21 de fevereiro de 1940 | 4 de novembro de 1963                          | 23      | Fugitivo                     | Morreu afogado durante o ato depois de ser baleado |
| 42     | Dietmar Schulz         | 21 de outubro de 1939   | 25 de novembro de 1963                         | 24      | Fugitivo                     | Atropelado por um trem |
| 43     | Dieter Berger          | 27 de outubro de 1939   | 13 de dezembro de 1963                         | 24      | Inocente                     | Baleado enquanto escalava a cerca bêbado |
| 44     | Paul Schultz           | 2 de outubro de 1945    | 25 de dezembro de 1963                         | 18      | Fugitivo                     | Baleado |
| 45     | Walter Hayn            | 31 de janeiro de 1939   | 27 de fevereiro de 1964                        | 25      | Fugitivo                     | Baleado |
| 46     | Adolf Philipp          | 13 de agosto de 1943    | 5 de maio de 1964                              | 20      | Inocente                     | Baleado depois de ameaçar os guardas da fronteira com uma arma |
| 47     | Walter Heike           | 20 de setembro de 1934  | 22 de junho de 1964                            | 29      | Fugitivo                     | Baleado |
| 48     | Norbert Wolscht        | 27 de outubro de 1943   | 28 de julho de 1964                            | 20      | Fugitivo                     | Morreu afogado no Havel |
| 49     | Rainer Gneiser         | 10 de novembro de 1944  | 28 de julho de 1964                            | 19      | Fugitivo                     | Morreu afogado no Havel |
| 50     | Hildegard Trabant      | 12 de junho de 1927     | 18 de agosto de 1964                           | 37      | Fugitiva                     | Baleada enquanto corria para longe do muro depois de uma tentativa de fugir que falhou |
| 51     | Wernhard Mispelhorn    | 10 de novembro de 1945  | 20 de agosto de 1964                           | 18      | Fugitivo                     | Baleado on 18 de agosto de 1964 |
| 52     | Egon Schultz           | 4 de janeiro de 1943    | 5 de outubro de 1964                           | 21      | Guarda                       | Baleado acidentalmente em um tiroteio |
| 53     | Hans-Joachim Wolf      | 8 de agosto de 1944     | 26 de novembro de 1964                         | 20      | Fugitivo                     | Baleado |
| 54     | Joachim Mehr           | 3 de abril de 1945      | 3 de dezembro de 1964                          | 19      | Fugitivo                     | Baleado |
| 55     | Unidentified man       | Unknown                 | 19 de janeiro de 1965                          | Unknown | Fugitivo                     | Morreu afogado durante o ato |
| 56     | Christian Buttkus      | 21 de fevereiro de 1944 | 4 de março de 1965                             | 21      | Fugitivo                     | Baleado |
| 57     | Ulrich Krzemien        | 13 de setembro de 1940  | 25 de março de 1965                            | 24      | Travessia Ocidente-Oriente   | Escapou em 1962, Morreu afogado durante o ato enquanto atravessava para a Berlin Oriental |
| 58     | Hans-Peter Hauptmann   | 20 de março de 1939     | 3 de maio de 1965                              | 26      | Inocente                     | Baleado em 25 de abril de 1965 durante uma discussão com guardas da fronteira |
| 59     | Hermann Döbler         | 28 de outubro de 1922   | 15 de junho de 1965                            | 42      | Inocente                     | Baleado depois de involuntariamente pilotar seu barco próximo demais da fronteira ao longo do canal Teltow |
| 60     | Klaus Kratzel          | 3 de março de 1940      | 8 de agosto de 1965                            | 25      | Fugitivo                     | Atropelado por um trem |
| 61     | Klaus Garten           | 19 de julho de 1941     | 18 de agosto de 1965                           | 24      | Fugitivo                     | Baleado |
| 62     | Walter Kittel          | 21 de maio de 1942      | 18 de outubro de 1965                          | 23      | Fugitivo                     | Baleado depois de se renderc |
| 63     | Heinz Cyrus            | 5 de junho de 1936      | 11 de novembro de 1965                         | 29      | Fugitivo                     | Caiu do quarto andar de um prédio ao qual ele fugiu |
| 64     | Heinz Sokolowski       | 17 de dezembro de 1917  | 25 de novembro de 1965                         | 47      | Fugitivo                     | Baleado |
| 65     | Erich Kühn             | 27 de fevereiro de 1903 | 3 de dezembro de 1965                          | 62      | Fugitivo                     | adquiriu Peritonitis depois de baleado |
| 66     | Heinz Schöneberger     | 7 de junho de 1938      | 26 de dezembro de 1965                         | 27      | Fugitivo                     | Baleado |
| 67     | Dieter Brandes         | 23 de outubro de 1946   | 11 de janeiro de 1966                          | 19      | Fugitivo                     | Falência circulatória depois de baleado no dia 9 de junho de 1965 |
| 68     | Willi Block            | 5 de junho de 1934      | 7 de fevereiro de 1966                         | 31      | Fugitivo                     | Baleado |
| 69     | Lothar Schleusener     | 14 de janeiro de 1953   | 14 de março de 1966                            | 13      | Fugitivo                     | Baleado |
| 70     | Jörg Hartmann          | 27 de outubro de 1955   | 14 de março de 1966                            | 10      | Fugitivo                     | Baleado |
| 71     | Willi Marzahn          | 3 de junho de 1944      | 19 de março de 1966                            | 21      | Fugitivo                     | Baleado em tiroteio |
| 72     | Eberhard Schulz        | 11 de março de 1946     | 30 de março de 1966                            | 20      | Fugitivo                     | Baleado |
| 73     | Michael Kollenderd     | 19 de fevereiro de 1945 | 25 de abril de 1966                            | 21      | Fugitivo                     | Baleado |
| 74     | Paul Stretz            | 28 de fevereiro de 1935 | 29 de abril de 1966                            | 31      | Inocente                     | |
| 75     | Eduard Wroblewski      | 3 de março de 1933      | 26 de julho de 1966                            | 33      | Fugitivo                     | |
| 76     | Heinz Schmidt          | 26 de outubro de 1919   | 29 de agosto de 1966                           | 46      | Inocente                     | |
| 77     | Andreas Senk           | 1960                    | 13 de setembro de 1966                         | 6       | Inocente                     | Morreu afogado durante o atoe |
| 78     | Karl-Heinz Kube        | 10 de abril de 1949     | 16 de dezembro de 1966                         | 17      | Fugitivo                     | |
| 79     | Max Sahmland           | 28 de março de 1929     | 27 de janeiro de 1967                          | 37      | Fugitivo                     | |
| 80     | Franciszek Piesik      | 23 de novembro de 1942  | 17 de outubro de 1967                          | 24      | Fugitivo (Polish citizen)    | Morreu afogado |
| 81     | Elke Weckeiser         | 31 de outubro de 1945   | 18 de fevereiro de 1968                        | 22      | Fugitiva                     | |
| 82     | Dieter Weckeiser       | 15 de fevereiro de 1943 | 19 de fevereiro de 1968                        | 25      | Fugitivo                     | Baleado on 18 de fevereiro de 1968 |
| 83     | Herbert Mende          | 9 de fevereiro de 1939  | 10 de março de 1968                            | 29      | Inocente                     | Baleado on 7 de julho de 1962f |
| 84     | Bernd Lehmann          | 31 de julho de 1949     | 28 de maio de 1968                             | 18      | Fugitivo                     | Morreu afogado durante o ato |
| 85     | Siegfried Krug         | 22 de julho de 1939     | 6 de julho de 1968                             | 28      | Inocente                     | |
| 86     | Horst Körner           | 12 de julho de 1947     | 15 de novembro de 1968                         | 21      | Fugitivo                     | |
| 87     | Rolf Henniger          | 30 de novembro de 1941  | 15 de novembro de 1968                         | 26      | Guarda                       | |
| 88     | Johannes Lange         | 17 de dezembro de 1940  | 9 de abril de 1969                             | 28      | Fugitivo                     | |
| 89     | Klaus-Jürgen Kluge     | 25 de julho de 1948     | 13 de setembro de 1969                         | 21      | Fugitivo                     | |
| 90     | Leo Lis                | 10 de maio de 1924      | 20 de setembro de 1969                         | 45      | Fugitivo                     | |
| 91     | Eckhard Wehage         | 8 de julho de 1948      | 10 de março de 1970                            | 21      | Fugitivo                     | |
| 92     | Christel Wehage        | 15 de dezembro de 1946  | 10 de março de 1970                            | 23      | Fugitiva                     | |
| 93     | Heinz Müller           | 16 de maio de 1943      | 19 de junho de 1970                            | 27      | Inocente                     | |
| 94     | Willi Born             | 19 de julho de 1950     | 7 de julho de 1970                             | 19      | Fugitivo                     | |
| 95     | Friedhelm Ehrlich      | 11 de julho de 1950     | 2 de agosto de 1970                            | 20      | Inocente                     | |
| 96     | Gerald Thiem           | 6 de setembro de 1928   | 7 de agosto de 1970                            | 41      | Não claro                    | |
| 97     | Helmut Kliem           | 2 de junho de 1939      | 13 de novembro de 1970                         | 31      | Inocente                     | |
| 98     | Zock Hans-Joachim      | 26 de janeiro de 1940   | de novembro de 1970                            | 30      | Fugitivo                     | Morreu afogado entre 14 and 17 de novembro de 1970 na fuga |
| 99     | Christian-Peter Friese | 5 de agosto de 1948     | 25 de dezembro de 1970                         | 22      | Fugitivo                     | |
| 100    | Rolf-Dieter Kabelitz   | 23 de junho de 1951     | 30 de janeiro de 1971                          | 19      | Fugitivo                     | |
| 101    | Wolfgang Hoffmann      | 1 de setembro de 1942   | 15 de julho de 1971                            | 28      | Travessia Ocidente-Oriente   | Escapou em 1961. Foi preso enquanto tentava atravessar legalmente para a Berlim Oriental, então pulou para fora de uma janela em uma estação da polícia. |
| 102    | Werner Kühl            | 10 de janeiro de 1949   | 24 de julho de 1971                            | 22      | Travessia Ocidente-Oriente   | |
| 103    | Dieter Beilig          | 5 de setembro de 1941   | 2 de outubro de 1971                           | 30      | Travessia Ocidente-Oriente   | Baleado |
| 104    | Horst Kullack          | 20 de novembro de 1948  | 21 de janeiro de 1972                          | 23      | Fugitivo                     | Baleado no dia 1º de janeiro de 1972 |
| 105    | Manfred Weylandt       | 12 de julho de 1942     | 14 de fevereiro de 1972                        | 29      | Fugitivo                     | Morreu afogado durante o ato depois de ser baleado |
| 106    | Klaus Schulze          | 13 de outubro de 1952   | 7 de março de 1972                             | 19      | Fugitivo                     | Baleado |
| 107    | Cengaver Katrancı      | 1964                    | 30 de outubro de 1972                          | 8       | Inocente                     | Morreu afogado durante o atoe |
| 108    | Holger H.              | 1971                    | 22 de janeiro de 1973                          | 1       | Fugitivo                     | Sufocadoh |
| 109    | Volker Frommann        | 23 de abril de 1944     | 5 de março de 1973                             | 29      | Fugitivo                     | Pulou de um trem no dia 1º de março de 1973 |
| 110    | Horst Einsiedel        | 8 de fevereiro de 1940  | 15 de março de 1973                            | 33      | Fugitivo                     | Baleado |
| 111    | Manfred Gertzki        | 17 de maio de 1942      | 27 de abril de 1973                            | 30      | Fugitivo                     | Baleado/Morreu afogado durante o ato |
| 112    | Siegfried Kroboth      | 1968                    | 14 de maio de 1973                             | 5       | Inocente                     | Morreu afogado durante o atoe |
| 113    | Burkhard Niering       | 1 de setembro de 1950   | 5 de janeiro de 1974                           | 23      | Fugitivo                     | Baleado enquanto tentava atravessar um Checkpoint com um refém |
| 114    | Czesław Kukuczka       | 23 de julho de 1935     | 29 de março de 1974                            | 39      | Fugitivo (Polish citizen)    | Baleado enquanto tentava sair da Berlim Oriental pela estação de trem. |
| 115    | Johannes Sprenger      | 3 de dezembro de 1905   | 10 de maio de 1974                             | 68      | Suicídioi                    | Baleado. A intenção de fugir é improvável, já que o aposentado teve permissão para viajar pela Alemanha Ocidental legalmente e já tinha feito isso duas vezes. Ele tinha problemas de saúde devido a um câncer de pulmão (mas ele não estava ciente do diagnóstico exato). Por causa disso e por causa das palavras de despedida para sua mulher, se considera que foi suicídio. |
| 116    | Giuseppe Savoca        | 22 de abril de 1968     | 15 de junho de 1974                            | 6       | Inocente                     | Morreu afogado durante o ato em Kreuzberg, Berlim Ocidentale |
| 117    | Herbert Halli          | 24 de novembro de 1953  | 3 de abril de 1975                             | 21      | Fugitivo                     | Baleado |
| 118    | Çetin Mert             | 11 de maio de 1970      | 11 de maio de 1975                             | 5       | Inocente                     | Morreu afogado durante o ato em Kreuzberg, Berlin Ocidentale |
| 119    | Herbert Kiebler        | 24 de março de 1952     | 27 de junho de 1975                            | 23      | Fugitivo                     | Baleado em Außenring |
| 120    | Lothar Hennig          | 30 de junho de 1954     | 5 de novembro de 1975                          | 21      | Inocente                     | Baleado próximo a fronteira enquanto corria para casa |
| 121    | Dietmar Schwietzer     | 21 de fevereiro de 1958 | 16 de fevereiro de 1977                        | 18      | Fugitivo                     | Baleado em Schönwalde |
| 122    | Henri Weise            | 13 de julho de 1954     | de maio de 1977                                | 18      | Fugitivo                     | Morreu afogado durante o ato; corpo encontrado no dia 27 de julho de 1977 |
| 123    | Vladimir Odinzov       | 1960                    | 2 de fevereiro de 1979                         | 22      | Fugitivo (soldado soviético) | Baleado |
| 124    | Ulrich Steinhauer      | 13 de março de 1956     | 4 de novembro de 1980                          | 24      | Guarda                       | Baleado por um colega desertor |
| 125    | Marienetta Jirkowsky   | 25 de agosto de 1962    | 22 de novembro de 1980                         | 18      | Fugitiva                     | Baleada em Hohen Neuendorf. Dois companheiros conseguiram escapar |
| 126    | Grohganz Peter         | 25 de setembro de 1948  | 10 de dezembro de 1980/ 9 de fevereiro de 1981 | 33      | Fugitivo                     | Baleado em Premnitz |
| 127    | Johannes Muschol       | 31 de maio de 1949      | 16 de março de 1981                            | 31      | Travessia Ocidente-Oriente   | Mentalmente perturbado, foi baleado ao atravessar o muro da Berlim Ocidental para a Oriental |
| 128    | Hans-Jürgen Starrost   | 24 de junho de 1954     | 16 de abril de 1981                            | 26      | Fugitivo                     | Baleado em Teltow-Sigridshorst |
| 129    | Thomas Taubmann        | 22 de julho de 1955     | 12 de dezembro de 1981                         | 26      | Fugitivo                     | Tentou escapar com um trem e morreu ao saltar dele |
| 130    | Lothar Fritz Freie     | 8 de fevereiro de 1955  | 6 de junho de 1982                             | 27      | Inocente                     | Vindo da Berlim Ocidental, foi baleade enquanto andava de noite em um terreno confuso na fronteira |
| 131    | Silvio Proksch         | 3 de março de 1962      | 25 de dezembro de 1983                         | 21      | Fugitivo                     | Baleado durante uma tentativa de fuga espontânea sob o efeito de álcool |
| 132    | Michael Schmidt        | 20 de outubro de 1964   | 1 de dezembro de 1984                          | 20      | Fugitivo                     | Baleado em Pankow/Wollankstraße |
| 133    | Rainer Liebeke         | 11 de setembro de 1951  | 3 de setembro de 1986                          | 34      | Fugitivo                     | Morreu afogado no Sacrower See |
| 134    | Manfred Mäder          | 23 de agosto de 1948    | 21 de novembro de 1986                         | 38      | Fugitivo                     | Baleado junto com René Groß em Treptow |
| 135    | René Groß              | 1 de maio de 1964       | 21 de novembro de 1986                         | 22      | Fugitivo                     | Baleado junto com Manfred Mäder em Treptow |
| 136    | Michael Bittner        | 31 de agosto de 1961    | 24 de novembro de 1986                         | 25      | Fugitivo                     | Baleado em Glienicke/Nordbahn |
| 137    | Lutz Schmidt           | 8 de julho de 1962      | 12 de fevereiro de 1987                        | 24      | Fugitivo                     | Baleado em Treptow |
| 138    | Ingolf Diederichs      | 13 de abril de 1964     | 13 de janeiro de 1989                          | 24      | Fugitivo                     | Pulou para fora de um trem |
| 139    | Chris Gueffroy         | 21 de junho de 1968     | 5 de fevereiro de 1989                         | 20      | Fugitivo                     | Baleado em Britz |
| 140    | Winfried Freudenberg   | 29 de agosto de 1956    | 8 de março de 1989                             | 32      | Fugitivo                     | Acidente de balão |